# Венгры в Словакии

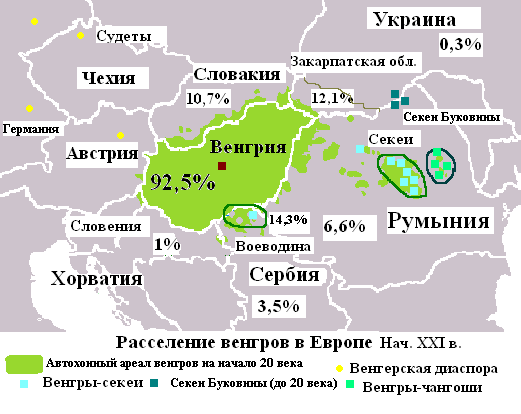
Расселение венгров в Европе в начале XXI века

Языковая карта Первой Чехословацкой республики

Неофициальный флаг словацких венгров

Венгры в Словакии (также словацкие венгры, словац. Maďari na Slovensku, венг. Szlovákiai magyarok) — крупнейшее этническое меньшинство страны. По переписи 2011 года, численность венгров в Словацкой Республике составила 458 467 человек или 8,5 % населения. Это вторая по численности, после венгров Румынии, община венгров мира и первая по их удельному весу в населении за пределами собственно Венгрии. Численность и доля венгров в независимой Словакии имеет тенденцию к постепенному сокращению. Венгерская община компактно проживает вдоль южной границы страны с Венгрией, составляя большинство населения в ряде районов и городов юга страны.

## История
Венгерские племена захватили среднедунайскую равнину около 1000 года, покорив и ассимилировав славянское население Блатенского княжества и Великоморавской державы. Словацкое население сохранилось лишь в северных, предкарпатских регионах. Но в ходе турецких нашествий XVII, особенно после Мохачской битвы, после которой основная часть венгерских земель была завоёвана османами, многие венгры, в том числе венгерская знать, нашли убежище в северных словацких землях. Столица неоккупированной турками Венгрии была перенесена в г. Пожонь (венгерское название Братиславы) и попала в подчинение к австрийским Габсбургам, начавшим успешную борьбу с турками. 
В Австрийской империи, действовавшей по принципу «разделяй и властвуй», словацкие земли были вновь переданы под неформальный контроль венгерской знати, что было вскоре официально узаконено после 1867 г. когда была создана двуединая Австро-Венгрия и её венгерская часть Транслейтания. В конце XIX — нач. XX вв. началось усиленное омадьяривание словацкого и другого невенгерского населения Транслейтании. Доля венгров в собственно Словакии превысила 30 % населения, в том числе в Братиславе увеличилась с 7,5 % в начале XIX века до 40,5 % в 1910 году. Таким образом, значительная часть венгерской общины Словакии — это мадьяризированные словаки, евреи, цыгане и немцы. 
После распада Австро-Венгрии часть венгерского, точнее венгроязычного населения, репатриировалось в Венгрию, часть приняла словацкое самосознание в ходе политики словакизации. 
После Второй мировой войны доля венгров сократилась ещё больше в результате нескольких планомерных обменов населением между двумя странами, но планомерной всеобщей депортации всех венгров (по примеру всеобщей депортации немцев) из Словакии не проводилось, хотя такие планы имелись. В союзной Чехословакии венгры были третьим по величине народом после чехов и словаков. В результате естественного прироста их численность  возрастала  более медленными темпами, чем в среднем по стране, поэтому доля, соответственно, сокращалась. В независимой Словакии происходит естественная убыль венгров — в результате сокращаются как численность их, так и доля.

## Расселение
Венгры составляют большинство населения в двух регионах страны: район Комарно — 69,1 %, словаки — 27,1 % и район Дунайска Стреда — венгры 83,3 %, словаки — 14,0 %. Согласно языковым законам Словакии, венгерский язык может употребляться в регионах как официальный наряду со словацким там, где венгры составляют свыше 20 % населения. На венгерском языке издаются газеты и другая литература, ведётся теле- и радиовещание. Большинство венгров современной Словакии двуязычны.

## Исследования
В 1996 году был создан Институт-форум по исследованию меньшинств, занимающийся изучением положения венгров в Словакии.

## Политика
На парламентских выборах большинство венгров Словакии голосует за правоцентристскую Партию венгерской коалиции или, с 2010 г., за партию «Мост». ПВК представлена в Европарламенте двумя депутатами из 13 мест, отведённых для Словакии.